# Kány
Kány község Borsod-Abaúj-Zemplén vármegyében, az Encsi járásban; törpefalu.

## Fekvése
A Tornai-dombságot alkotó lankák-dombhátak ölelésében húzódik meg, közel a szlovák határhoz. A legközelebbi határon inneni település Büttös, a legközelebbi város, Encs távolsága pedig körülbelül 30 kilométer. Külterületén végighúzódik a csereháti tájegység egyik legfontosabb útjának számító 2624-es út, de maga a település zsákfalunak tekinthető, hiszen központja csak az előbbi útból kiágazó 26 127-es számú mellékúton érhető el.

## Története

### Középkor
Neve a hadvezér jelentésű, török eredetű, magyar szóra vezethető vissza, mely valószínűleg személynévből lett helynévvé.
Első említése 1319-ből származik, amikor egy egy esztendeje tartó perben kiegyeztek egymással a falu régi birtokosai a Buzitai Kardosok és az Aba nemzetség későbbi szikszói, makranci és idai ágának ősei. Amióta ismerjük a történetét, a falu a buzitai uradalom része volt, amely ekkor hat faluból állott: a névadó Buzitából, Restéből, Kacsikból, Csebből, Kányból és Lyubából. Az Abák királyi adományokat is szereztek az uradalomra, a Kardosok azonban a perben sikerrel védték meg jogaikat. Az Abák az egész uradalmat visszaadták, Kányt azonban a Kardosok azzal a feltétellel ígérték neki, ha az Aba nemzetségből való Imre fia Péter feleségül veszi az Anics nevű Kardos lányt. A házasság vagy nem történt meg, vagy nem született belőle gyermek, mert a birtok a későbbiekben is a buzitai uradalom tartozéka volt, és túlnyomórészt a Kardosok kezén maradt. 1397-ben a sárospataki kolostorba vonuló, megözvegyült Kardos-lány, Katalin lemondott itteni leánynegyedéről testvére és unokaöccse javára, azzal a feltétellel, hogy a kolostornak évenként meghatározott mennyiségű, posztót, gabonát, húst, háromévenként pedig egy báránybőr bundát és újabb posztót adnak. A falu 1417-ben is a buzitai uradalom része volt. 1427-ben a kamara haszna nevű királyi adó szedői csupán kettő paraszti telken hajtották be az adót. A falu e részének birtokosa Kányi Dávid volt, és a Hernádtól nyugatra fekvő falvakkal feküdt egy járásban. Egészen bizonyos, hogy a falu ennél nagyobb volt, hogy a többi telket, miért nem írták össze, nem tudjuk. Ettől kezdve rendszeresen találkozunk a falu birtokosai között a Kányi családdal is.
1459-ben Mátyás király apja egyik hadvezérének, Magyar Balázsnak, aki a környéket elfoglalva tartó cseh zsoldosok ellen harcolt, adta az uradalomnak az részét, amely Kardos Mihályé volt, és aki hűtlenné vált a királyhoz. Kardos Mihály birtokrészei a birtokok negyedét tették ki, és ezek csak 1464-ben lettek végleg Magyar Balázsé. Ugyanekkor a Kányi, a Butkai és a Dengelegi családnak is voltak itt részei. Magyar Balázs és testvére Kelemen időközben azonban az uradalom más részeit is megszerezték: 1463-ban a Butkaiaktól és a Dengelegiektől zálogba vették birtokrészeiket. Magyar Balázs és családja Kinizsi Pállal együtt birtokolta a buzitai uradalmat, így Kány falut is, melyet buzitai kúriájukból igazgattak, mígnem 1486-ban összes itteni birtokrészeiket át nem adták Bethlenfalvi Thurzó Teofilnak, feleségének Borbálának és örököseiknek.
1344-ben Perecse Büttös és Kány egy völgy északi részében fekvő hármas határát említették, majd Büttös és Kány határait írták le. E határok megegyeztek a mai faluhatárokkal. A 14. század elején egyházas hely volt, papja 1333-ban három garast fizetett a pápai tizedszedőknek.

### Kora újkor
A buzitai uradalom Buzita, Reste (ma: Buzica, Rešica, Szlovákia), Kány falvakkal és Cséb, Kácsik, Kálnás pusztákkal együtt buzitai Magyar Balázsnak (†1490) adományozott birtokrészeit, az egykori Kardos-jószágokat, a 16. század elején még együtt birtokolják Magyar Balázs örökösei: Thurzó Teofil (†1503 u.) és felesége, (Kinizsi Pálné Magyar Benigna nővére) kaszai Magyar Anna. Fiukat, a korán meghalt Thurzó Jánost (†1534 e.) Kassán buzitai illetőségűként ismerik. Thurzó Teofil fia, János Abaffy Annát vette 1513 körül feleségül, fiukon, az „Apostata” Thurzó Ferenc (†1576) nyitrai püspökön kívül több gyermekük is született, Anna nevű lányuk Balassa Menyhárt (1511–1568) felesége lett, másik, Zsófia nevű lányuk Kun Balázs kassai alkapitányhoz ment nőül, s vele Thurzó János az abaúji Reste és Kány falvakat, valamint kassai kőházát adta hozományul.
A buzitai uradalmi birtokok azonban lassan kikerülnek a késő középkori földesúri családok (Kardos, Magyar, Kinizsi, Thurzó) joghatósága alól. A kora újkor első ismert kányi birtokosa: Bojnicsics (Boynychich) György nemes 1555-ban kapja adományba a buzitai uradalom Buzita, Reste nevű falvaiban és Cséb, Kacsik, Kálnás, Kány nevű pusztáiban lévő részbirtokokat I. Ferdinánd királytól, Kardos István halálával ugyanis a középkori földesúri család fiágon kihal. Kardos Cherubin fiának, Istvánnak azonban lányági örököse, Kovácsy Jánosné Kardos Erzsébet 1592-ben visszaköveteli ősei egykori jószágait Bojnicsics György fiának, Jánosnak özvegyétől. Bojnicsics Horváth György egyébként már korábban is birtokos lett Abaújban, 1549-ben a portális vagy dikális néven is ismert adóösszeírásban az abaúji Buzitán és Szőlőskén (ma: Viničky, korábban Seleška, Szlovákia) szerepel, mint földesúr. 1556-ban Bojnicsics György újabb hányadot szerez a buzitai uradalom falvaiban, Draskovich György jászói prépost és Gáspár, János nevű fivérei, illetve rokonuk: Bojnicsics Horváth György nemes 1556-ban adományba kapja a buzitai uradalom Buzita, Reste nevű falvaiban és Cséb, Kacsik, Kálnás, Kány pusztáiban lévő részjószágait I. Ferdinánd királytól. Az abaúji jószágok mellett a Szabolcs vármegyében fekvő teljes Bogát (ma: Nyírbogát) falut is megkapták az adományosok, mivel a régi birtokosnak, Bogáthi Istvánnak magva szakadt. Az adomány idején, 1556-ban Kányt szintén a puszták között említik. A Szabolcs vármegyei, középkori eredetű Bogáthi vagy Bogáthy családból származó Bogáthi István 1552-ben szabolcsi alispán tekintélyes birtokos volt, 1549-ben Szabolcsban 60 portája volt 4 faluban (Bogát, Hort, Piricse, Sziget), Szatmárban pedig 22 portája (Cseke, Endréd). Nem tudjuk, a buzitai uradalom jószágai hogyan kerültek hozzá. Az új birtokos, a horvát származású Draskovich György (1515–1587), a későbbi győri és kalocsai érsek egyházi karrierje elején állt az adományozás idején, vele együtt a katonai pályát választott fivérei, János, aki Szigetvár ostromakor hal 1566-ban, illetve Gáspár, aki királyi kapitányként 1567-ben báróságra emelkedik, is részesedett a birtokadományból, mindhárman a Habsburg-uralkodó elkötelezett hívei voltak a kettős királyság idején. A negyedik kedvezményezett rokonuk, Bojnicsics (Bojnichich) Horváth György, a Plavnoból (Horvátország) származó kinini (tinnini) Bojničić családban születik, amely már a középkor végén megjelenik a Magyar Királyságban. Tinnini (knini) Horváth Bojnicsics/Bojnichich György (†1570 k.) 1539-ben budai alvárnagy, majd az erdélyi udvarban helyettes kincstartó, 1542–1551 között Fráter György diplomatája a bécsi udvarnál. Bojnicsics György Thegzes Katalintól született fiai: János, putnoki várkapitány (1586–1588), Gergely és Máté, akik 1574-ben Békés vármegyei örökölt birtokaikról egyezkednek, az Abaúj vármegyei Buzita birtokról buzitai Horváthnak is neveztetik magukat. A Bojnicsics-Buzitai Horváth nemesi család tagjai a 16. század második felében Borsod vármegyében is birtokosok (Sajósenye, Kistokaj). 1556-ban királyi adományként Fancsalon és Felső-Kázsmárkon is birtokosok lesznek Draskovich György jászói prépost (később zágrábi, pécsi, győri püspök, majd kalocsai érsek) és fivérei, illetve rokonuk: Bojnicsics György. Bojnicsics Horváth György fia, János kéri Járay János és Rákóczi Katalin lányát, Erzsébetet vette feleségül, aki 1592-ben özvegyként birtokolja a néhai Horváth János jószágait, köztük Kány falut. Az özvegy másodszorra buzitai Bécz Miklós fia Ferenc (†1612) felesége lesz.
Bojnicsics Horváth György egyik fiától, Mátétól azonban az uralkodó visszaveszi birtokrészeit, mivel felségsértés bűnébe esett, amikor az abaúji Buzinka faluban élő fivérét, Gergelyt az éjszaka leple alatt szolgáival együtt megtámadta és megsebesítette, és így testvéri vérrel szennyezte be kezét. Horváth Máté buzitai és restei részét, illetve összes más abaúji és egyéb vármegyebeli jószágát 1568-ban Kun Balázs kassai alkapitány kapja meg I. Ferdinánd királytól. Törteli Kun Balázs és testvérei, Bálint és Mátyás 1549-ben nyernek címeres nemességet, Kun Balázs ugyanis vitézül harcolt a török ellen a gömöri Murány várának visszaszerzéséért. A címerkép is vitézségének szimbóluma: hosszú magyar mentébe és katonai sisakba öltözött vitéz egy oroszlánnal harcol. A katolikus vallású Kun Balázs katonai karriert fut be, kassai alkapitány, majd 1560-ban 1 évre gyulai várkapitány lesz, 1567–1570 között pedig szádvári kapitány. Az abaúji birtokokat Kun Balázs fia, Kun Márton (†1595 e.) örökli, akit 1590-ben kineveznek kassai magyar lovaskapitánynak. Kun Márton (első felesége: Fűzi Anna, második felesége: szentkirályi Andrássy Katalin) fiát, akit az 1635–1641 között többször is megválasztanak abaúji táblabírónak, sőt 1639-ben az Abaúj vármegye által járásonként felállított fegyveres őrség egyik kapitánya lesz, már restei Kun Györgynek nevezik.
Kány település 1597-ben már faluként szerepel a rovásadó-összeírásban, földesurának pedig Semsey Miklóst nevezik meg, aki 1596-ban Reste földesura is. 1595-ban törteli Kun Mártonné szentkirályi Andrássy Kató már özvegy, de gyorsan férjhez megy másodszor is, hiszen 1597-ben Kány földesura már második férje, a fiatal abaúji birtokos, semsei Semsey János és böki Paczoth Katalin fia, Semsey Miklós, aki restei udvarházában él, amelyet 1590-ben felégetnek a tatárok. 1620 szeptemberében pedig a Pfalzi Frigyes cseh király megsegítésére a fehérhegyi csatába igyekvő lengyel kozák csapat gyújtja fel a restei nemesi kúriát. Semsey Miklós lesz a mostohaapja Andrássy Katalin és Kun Márton fiának, Györgynek is. Semsey Miklós 1601-ben tagja lesz Abaúj vármegye azon birtokos nemeseinek, akiket az uralkodó meghív az országgyűlésre, az abaúji közéletben 1612 és 1630 között többször is megválasztják táblabírónak.
A 17. század közepén a Kun-örökösök újabb nemzedéke kap adományt az egykori buzitai uradalom falvaira. Kun Balázs fia Márton fia György (†1640 k.) lánya, restei Kun Mária és férje, a Szatmár vármegyéből származó Udvarhelyi György kap királyi donációt 1654-ben Buzita, Reste és Kány falvakra, illetve Cséb, Kacsik és Kálnás, valamint a szintén abaúji Lyuba és Szedlec pusztákra. Az adománylevél szerint a birtokok eredetileg Bojnicsics Horváth Mátét illették, de felségárulás miatt elkobozták őket tőle, és Kun Mária ősének, Kun Balázsnak adományozták. Bojnicsics Horváth Máté fivéreinek, Jánosnak és Györgynek birtokrészei ugyanakkor nőágon (Horváth Bojnicsics Kata és Bekény András fiára), mikófalvi Bekény Jánosra szálltak, de magszakadas miatt ezek a jószágok is királyra háramlottak, majd az Udvarhelyi–Kun családéi lettek. 1659-ben I. Miksa király megerősítette Udvarhelyi György és felesége, Kun Mária, valamint gyermekeik: Udvarhelyi György, István, Mária-Erzsébet és Katalin birtokjogát ugyanezekben a nemesi jószágokban. Udvarhelyi István és Várady Anna lánya, Erzsébet a 18. század elején Máriássy Ádám (†1739), a Rákóczi-szabadságharc száműzetésben meghalt brigadérosa felesége lesz. Restei Kun Mária másodszor Nikházy Istvánhoz ment nőül, így a Bojnicsics–Kun-örökség egy része fiukat, Nikházy de Reste Györgyhöz (†1715 után) kerül, aki ugyancsak II. Rákóczi Ferenc generálisa, a szabadságharc után pedig Abaúj vármegye alispánjának választják. A féltestvérek és tábornoktársak, Máriássy Ádám és Nikházy György birtokostársak voltak Restén a 18. század elején, a restei kúria és major Nikházy György tulajdona volt.
Kány puszta, majd a 16. század végétől falu kora újkori birtokjogára végig jellemző a török kori Cserehát sajátossága, a birtokosi közösség, az ún. conpossessoratus. Több nemeshez vagy nemes családhoz megosztva tartozik a birtok, amelyet az Abaúj vármegyéből, illetve a Cserehátról származó, egymással rokon földesurak jobbágytelkenként, így jobbágyonként is megosztanak egymás között. A középkori falu, Kány a 16. század közepére puszta lett, és az új birtokosoknak, a buzitai Bojnicsics Horváth, majd a törteli–restei Kun család tagjainak köszönhetően tér vissza az élet és a paraszti termelés a településre, minden bizonnyaljobbágyok betelepítésével. A királyi adó listáin ezért a 16. század végéig nem is szerepel Kány, hiszen nem volt adóképes népessége. A falu először 1597-ben tűnik fel az adóösszeírásban csekély, 1 portányi adóképességgel, de az újjáéledt falut rögtön súlyos tragédia éri, hasonlóan a többi környékbeli településhez. 1599-ben ugyanias tatár csapatok pusztítanak Dél-Abaúj vidékén, ráadásul a felső-magyarországi főkapitányságra frissen kinevezett Giorgio Basta (1550–1607) a tatár hadak ellen az abaúji Méra mellett vonja össze csapatait, s az itt felállított tábor királyi katonasága is hozzájárul a csereháti falvak kifosztásához. Falujuk felégetéséről maguk a kányi jobbágyok vallanak az adószedőknek 1599-ben, így adót sem tudnak fizetni. 1600-ban a tatár sereg és a királyi katonák pusztításai mellett még a pestis és az éhség is sújtja a felégetett csereháti településeket, köztük Kány lakosságát, amely csak 1608-ra nyeri valamelyest vissza vitalitását, ekkor ugyanis 2 ház mint adóegység alapján szedik be a rovásadót. 1609-ben újra a porta mint egység az adókivetés alapja, Kányt mint jobbágyfalut ekkor 1 porta adóképességgel írják össze. 1618-ban megváltozik Kány lakosainak jogállása, ekkortól nem jobbágyfaluként tekintik az adórovók, hanem ún. taxás vagy taksás faluként, amelynek kiváltságokkal rendelkező lakosai a rovásadó helyett ún. taxával váltják meg tartozásukat, a taksások ugyanakkor a földesúri hatalomtól is mentesek. 1618-ban a kányi taxás nemesek (armalisták, libertinusok, taksás jobbágyok) 2 Ft 50 dénárt fizetnek együttesen taxaként a királynak, ez az összeg 1648-ig alig változik, ekkor 1 Ft-ra csökken. Kány falu a török kor végére sem veszti el életképességét, az 1696. évi országos adóösszeírásban ¼ és 1/16 porta adóképességgel rendelkezik, ráadásul ismét megjelennek a jobbágyok az adózók között. A kányi jobbágyok három nyomásra osztott szántóföldi külsőségeken 15, illetve 6 köblös szántóval rendelkeznek, ez feltehetően az egésztelek után nyomásonként 5 köblös, fél jobbágytelek után nyomásonként 2 köblös parcellát jelent. Kányi János bíróságában 15 köblös szántóval rendelkezik: Tót András, Tót István, Kerékgyártó Lukács, Kis István, Román János, Tót Mátyás, Varga Mihály, 6 köblössel: Lebesnik Gergely, Nemesnyik Gergely, Orosz Gergely, Bányász Gergely. Az összeírás szerint a török kiűzése után egész- és féltelkes jobbágyok gazdálkodtak Kányban, a szőlőművelést nem említi az összeírás, major és földesúri udvarház feltehetően nem volt a faluban, a birtokosok egyéb jószágaikon éltek.
Az 1696. évi adóösszeírásban szereplő jobbágylistán kívül Kányról nem ismerünk más hasonló történeti forrást, hiszen a 16–17. században a királyi kamara által bérelt egyházi tized jegyzékeiből hiányoznak a falu adózói. Az 1696. évi lista ellenére Kányt sem az 1715. évi, sem az 1720. évi országos összeírásba nem vették fel, betelepítése viszont már a 18. század elején megkezdődött, hiszen Bél Mátyás 1730-as évek elején készült és a 21. századig kéziratban maradt, Abaúj vármegyét latin nyelven leíró monográfiájában már a földesurak által ide költöztetett ruszin jobbágyokról ír. „35. Kány falu, a szomszéd falvakkal ellentétben, amelyeket mind magyarok lakják, ruszin telepesek népes és termékeny földű faluja. Lakosai mind jövevények, akik görög szertartás szerint gyakorolják vallásukat. A természet adományának köszönhetően, egy mezővároshoz hasonlatosan, terjedelmes szántóföldje van, ráadásul igen termékeny, ezt a lakosok igen szorgalmasan művelik. Egykor Kun György öröksége volt, jelenleg az ő leszármazói: a Máriássyak, az Udvarhelyiek és a Nikházyak birtokolják, egymás között megosztva.”

### 18. század
A község népességének egészéről a 18. század második felétől áll rendelkezésre megbízható adat. II. József népszámlálása volt az első olyan összeírás, amely a teljes lakosságra kiterjedt, és ennek adatai szerint 1785-ben a falu honos népessége 430 fő volt. Ludovicus Nagy 1828-ban megjelent népességstatisztikai munkája szerint ekkor már 535 főt tartottak nyilván a faluban, és ennek felel mega Fényes Elek Geographiai szótárában található 534 fős adat is. A házak száma ennél még gyorsabban nőtt a 19. század elején: II. József idején még 52, 1828-ban viszont már 78 házat jegyeztek fel az összeírók. Az 1828-as országos adóösszeírás idején 80 személy után kellett adót fizetni a faluban. Az 1760-as évek végén végrehajtott úrbéri összeírás felmérésekor Kányban 597 holdon 25 jobbágyot írtak össze, akik összesen 17 és 7/8 jobbágytelket műveltek meg. Ez kifejezetten nagy kiterjedésű szántóművelésre utal mind az összterület, mind az egy jobbágyra átlagosan jutó földterület vonatkozásában a Cserehát más falvaihoz viszonyítva ebben a korai időszakban. A másfél évtizeddel későbbi népszámlálás idején 33 jobbágyot és 55 zsellért regisztráltak a faluban, ami további növekedés, ám a térség más falvaiban, így a szomszédos Büttösön csak ekkorra éri el a jobbágyok száma a kányiakét. Határát Vályi András a „közép termékenységű” szavakkal jellemezte, legelőjét szűknek minősítette
A település lakosságát Korabinszky, Vályi szlováknak, Fényes viszont orosznak tudta, amin a ruszin népességet kell értenünk. Felekezeti szempontból ennek megfelelően a görögkatolikusok alkották a többséget: Fényes Elek 1850-ban megjelent könyve szerint ekkor 450 fő tartozott ehhez az egyházhoz, további 14 római katolikus volt, és rajtuk kívül 45 református hívő élt még Kányon. Ezek a számok lényegében megfelelnek Ludovicus Nagy két évtizeddel korábbi települési adatainak, aki 463 katolikus és 41 protestáns lakosról írt. Mindketten a görögkatolikus templomról tesznek említést a falu egyetlen imahelyeként, a korábbi szerzők viszont ortodox egyházközségről tudósítottak.A település izraelita lakossága, amely 1785-ben, a népszámlálás idején még csak egyetlen háztartásból állt, 1828-ra 31-re, 1850-re pedig 27 főre bővült.
A falu egyik különös társadalmi sajátossága a birtoklás szerkezetéhez kapcsolódik. Az első népszámlálás idején egyetlen nemest sem találtak a keresztény férfi lakosságon belül, miközben a másfél évtizeddel korábbi úrbéri összeíráskor az említett közül 18 egész telek területű jobbágyföld nyolc földesúr között oszlott meg. Ez valószínűleg arra utal, hogy a szóban forgó földbirtokosok – a birtoknagyság csökkenő rendjében: a 9 telkes Szirmay István, valamint a Boronkay, a Beleznay, a Csuka, a Tiszta és a Szentimrey nemzetségek egy- tagjai – nem laktak helyben. Fényes a 19. század közepén csupán általánosan, nevek nélkül a falu földjén osztozó több földesúrra utalt.

### 19. század
Kány népessége a 19. század második felében folyamatosan csökkent (1857-ben 478 fő, 1880-ban 285 fő, 1900-ban 228 fő), vagyis a születések többlete az egyre intenzívebb, jórészt a tengerentúlra történő kivándorlást nem ellensúlyozhatta. A lakosság etnikai és felekezeti összetételét ugyancsak a migráció alakította. A 18. században az elnéptelenedett községbe görögkatolikus ruszinokat telepítettek, Fényes Elek 1851-ben Kányt „orosz falunak” nevezte, és a nyelvváltásról, illetve a magyarosodásról a népszámlálások bizonytalan adatai állnak rendelkezésre. 1880-ban 182 rutén és 13 „tót” anyanyelvű lakost regisztráltak (az össznépesség 68%-a), ami 1900-ra 59, illetve 1 főre csökkent (26%), a századfordulón Abaúj-Torna vármegyéről készült monográfia viszont a kormány asszimilációs politikájának szellemében arról írt, hogy a faluban „túlsúlyban találjuk a tótságot (a 250 lakos kétharmada), minthogy azonban mindenfelől magyarok veszik őket körül, a beolvadásnak nem sokáig állhatnak ellen.” Bizonyos, hogy a századfordulón az egész Csereháton terjedő magyar nyelvű liturgia és az alfabetizáció a nyelvváltást vagy a kétnyelvűséget ösztönözte (Kányban 1880-ban a lakosság 27%-a, 1900-ban a 60%-a, a 6 éven felüliek 72%-a tudott írni és olvasni), ám ez a folyamat ebben a kis létszámú, viszonylag zárt és felekezetileg egységes közösségben talán lassabban zajlott. (A görögkatolikusok száma 1900-ban 187 fő, 82%, a római katolikusoké 34 fő, 15%.)

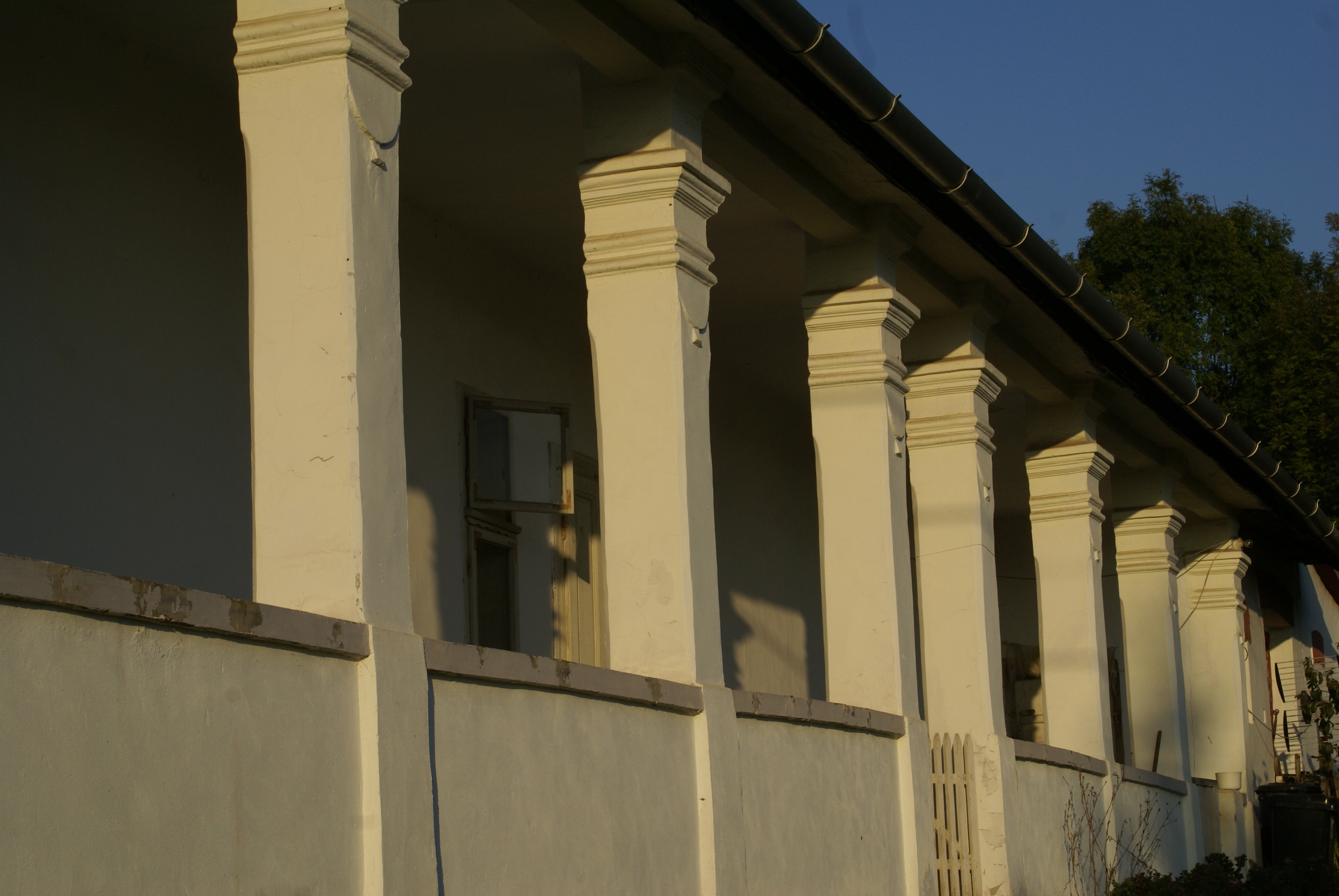
Oldaltornácos népi lakóház oszlopsora

A lakóházak az építésük módja és a felhasznált anyagok alapján nem különböztek a környező magyar települések épületeitől. 1900-ban a 34 házból 31 vályogból vagy sárból és 3 fából épült, 30 háznak volt zsúpszalma- vagy nádtetője, és csupán 4 rendelkezett zsindely- vagy deszkatetővel, ami gyakori tűzeseteket okozott. A görögkatolikus iskola például az 1880-as években négy alkalommal „égett porrá.”
A földhasznosítás a 19. század második felében nem változott számottevően. 1865 és 1895 között a szántók területe 761 kataszteri holdról 851 holdra (a zsáktelepülés határának 51%-áról 56%-ára) növekedett, magas maradt azonban a volt úrbéresek által használt legelők, rétek és erdők aránya (a századfordulón összesen 516 hold, 34%), ami a közösségi földhasználat hagyományára, valamint az állattartás fontos szerepére utal.
Kány reformkori társadalmára a kisnemesi birtokos családok nagy száma jellemző, akik néhány holdnyi kuriális földdel és (azzal összemosódó) töredék úrbéri állománnyal rendelkeztek. A jobbágyfelszabadítás után Zsarnay Lajos 1/8 úrbéri telek, Batek Vincze 1 egész 7/8 telek, Gelley Antal 6/8 telek (és 1 zsellér), Zsarnay Dienes, Mária és Amália 5/8 telek (és 1 zsellér), Szentimrey Bertalan örökösei 2 egész 1/8 telek, valamint Szirmay István 1 úrbéri telek után számíthatott kárpótlásra (1 telek után 500 forint, 1 zsellér után 50 forint járt), ami azonban a további eladósodásukat nem gátolhatta meg. Az 1870-es, 1880-as évekre Zsarnay Antal és Batek Vincze, Zsarnay Mária, Dienes és Amália (külön-külön) 1500–3000 forintnyi adósságokat halmoztak fel, ezért végrehajtásra, illetve a részbirtokok árverezésére került sor.

### 20-21. század
A település 1910-ben Abaúj-Torna vármegye Tornai járásához tartozott. A kisközség 1530 kat. holdon (= 880 hektár) terült el, lakóinak száma 265 volt. A többségében magyar anyanyelvű lakossággal rendelkező faluban az egyetlen tót ajkú mellett a ruthének száma volt jelentős, 33 fő. A vezető vallásfelekezet a 187 fős görögkatolikus volt, a második legnépesebb, római katolikus közösség 66 főt, míg az izraelita 11 főt számlált. Mellettük egyetlen református vallású volt még jelen. A lakosság túlnyomó többsége a mezőgazdaságban talált megélhetést, amiben lassú változás az 1960-as évektől kezdődött.

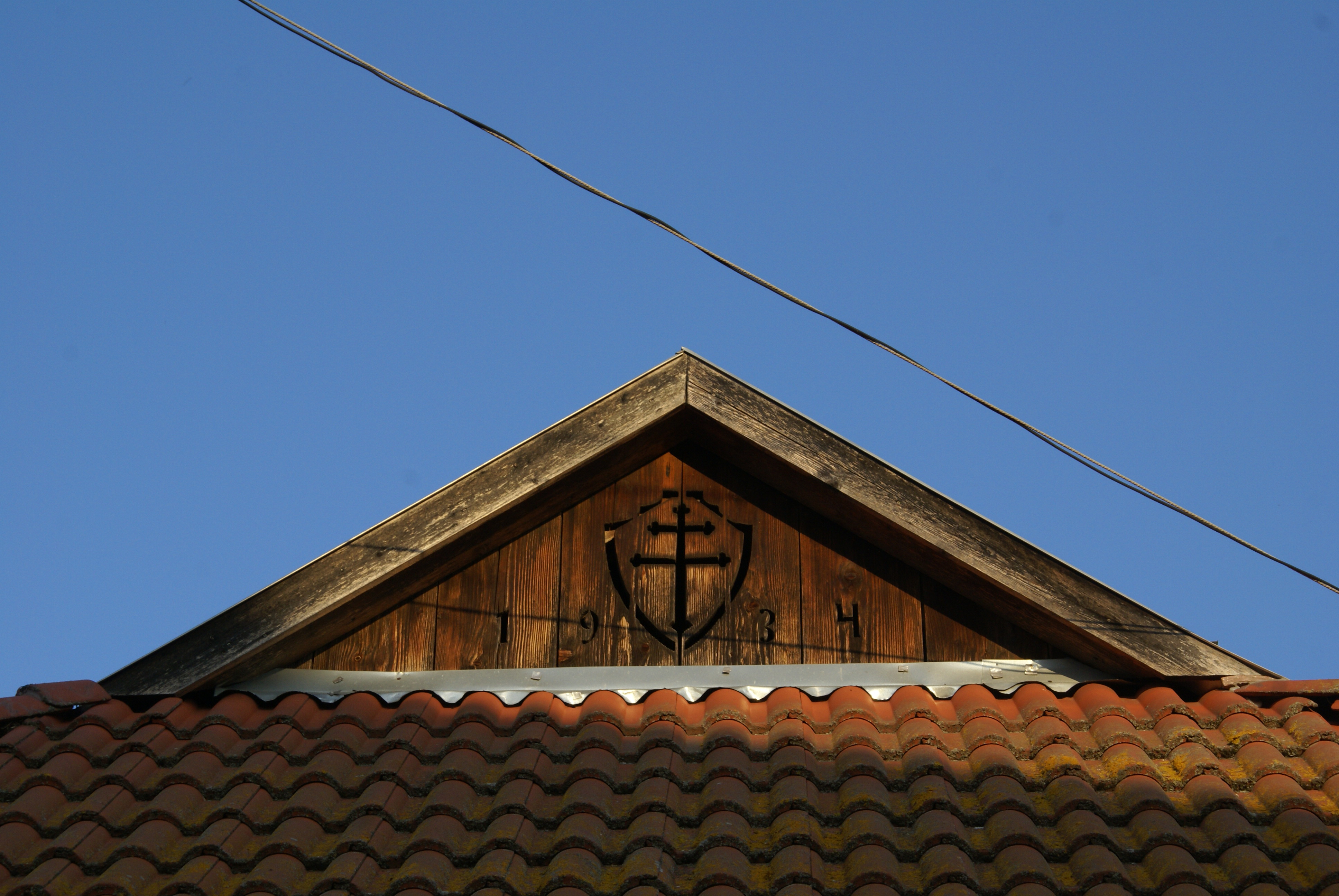
Görögkatolikus deszkaoromdísz 1934-es évszámmal

A trianoni békeszerződés közigazgatási változásai következtében Kány az Encsi járás része lett. 1920-ra lélekszáma 259 főre csökkent, miközben növekedett a nem magyar anyanyelvűek száma: 42 rutént, 5 németet és 1 tótot jegyzett fel a statisztika. Vallási téren a református kivételével valamennyi felekezet stagnált vagy csökkenést mutatott: 187 görögkatolikus, 45 római katolikus, 22 református és 5 izraelita élt ekkor a faluban. 1941-re a népesség 276 főre nőtt és a statisztika szerint valamennyi lakos magyar anyanyelvű volt. Eltűntek a településről az izraeliták, így már csak három felekezet képviseltette magát: a 207 fősre gyarapodó görögkatolikusság dominanciája megerősödött a 60 fős római katolikus és 9 főből álló református közösség mellett.
Az első világháború egyik következménye Kány számára az volt, hogy határmenti község lett. A falunak ekkor már nem volt nagybirtokosa, 1924-ben Kovács József és Kovács Lajos rendelkeztek jelentős földterülettel, fejenként 99 kat. holddal. A többség azonban szegénységben élt, maguk készítették a bútoraikat csakúgy, mint a ruházatot, illetőleg az új, csehszlovák határon át, csempészet útján szerezték be az utóbbit terményért cserébe. A településen már Trianon előtt is a görögkatolikus egyház tartott fenn elemi iskolát, ami ezt követően is tovább működött. Negatívan érintette azonban a békekötés az egyházközséget, mivel a kányi anyaegyház elvesztette filiáinak jó részét. A Csehszlovákiához csatolt Buzita, Reste, Jánok, Péder és Alsólánc csak az első bécsi döntés eredményeként, 1938 végén került vissza újra, hogy azután a második világháború végén ismét elvesszen.
Kány lakói számára 1944. december 20-án szovjet és román csapatok érkezésével ért véget a második világháború. A 20. század nagy háborúi helyi áldozatainak emlékét kétféle formában őrzi a falu lakossága. 1976-ban Vaszily András emeltetett első világháborús emlékkeresztet a Piavénál harcoltakért, majd 1993-ban került felállításra az első és második világháborús hősök közös emlékműve. Az 1914–1918-as harcokban esett el Galajda András, Kerekes János, Leskó Sz. János, Leskó András és Szedlák Elek, s az 1939–1945 közötti összecsapások áldozata lett Barna István, Czingula András, Leskó Endre, Leskó J. János és Polecskó Miklós. Mindkét emlékhely a templomkertben található.
1949-ben a háború utáni első népszámlálás szerint a Kányban élők száma 297 volt. A legnépesebb vallásfelekezet a görögkatolikus maradt 72,1%-os jelenléttel, majd a lakosság 25,9%-át kitevő római katolikusok és a 2,0%-kal rendelkező reformátusok következtek. A szocializmus idején a népességszámban 1960-ra növekedés, majd folyamatos csökkenés következett, s az 1990. évi népszámlálás idejére 117 fősre apadt a lakónépesség.

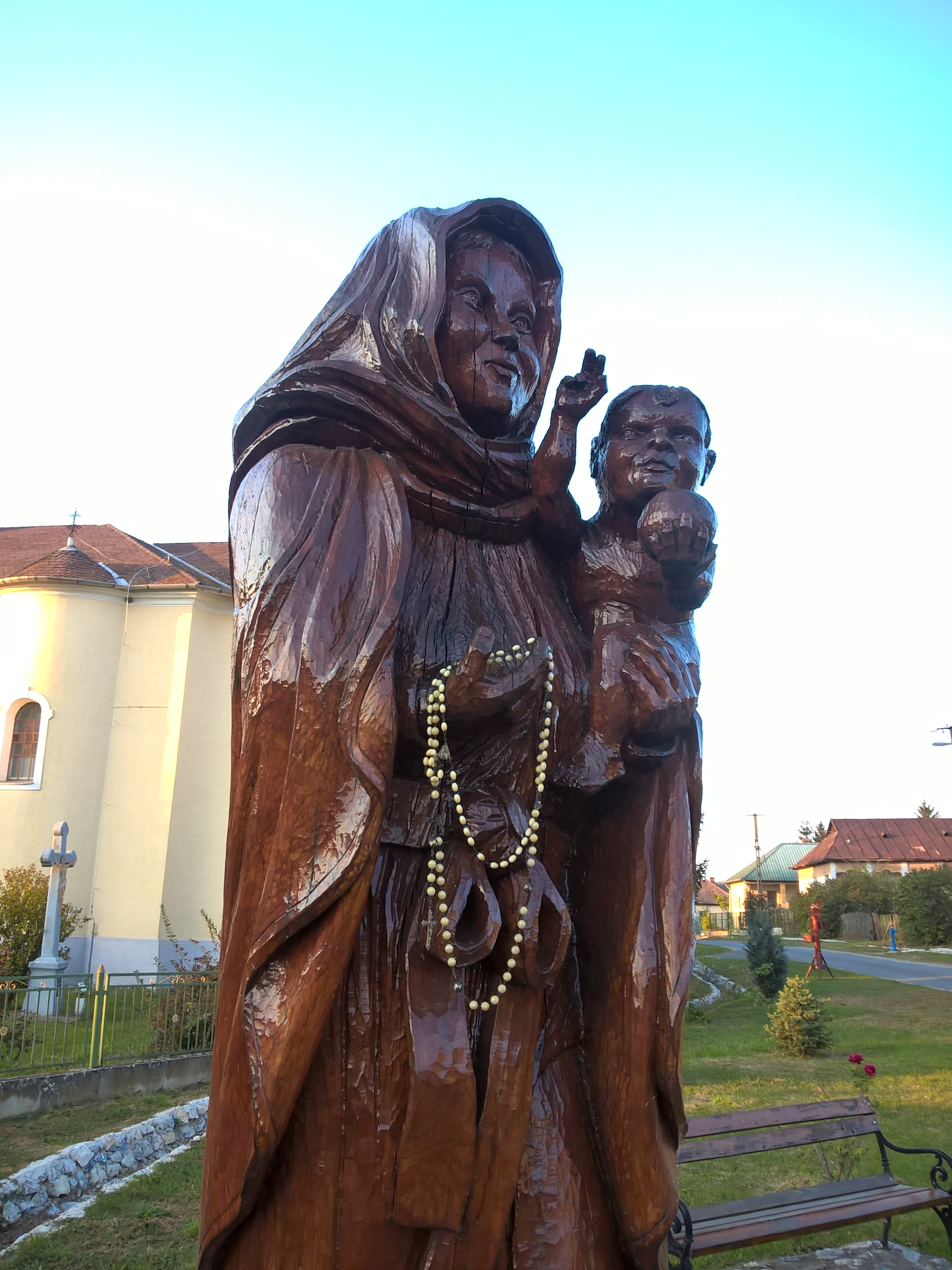
Mária a kisded Jézussal szobor, Mazúr József szikszói fafaragó alkotása

A második világháború utáni átalakulás a birtokviszonyokban szinte semmilyen változást nem hozott. A közös gazdaság megszervezésére későn, 1955 őszén került sor 14 család részvételével, de az Úttörő Termelőszövetkezet 1956-ban már fel is oszlott. Csak 1960. december 15-én alakult meg az újabb téesz, ami később csatlakozott a Bástya nevet viselő krasznokvajdai központi gazdasághoz. Ekkorra jellemzővé vált, hogy a fiatalok Miskolcra és a bányavidékre jártak dolgozni. A faluban a szocializmus idején egy tantermes általános iskola működött, ahol a tanulók száma az 1948/49-es tanévben 50, 1965/66-ban azonban már csak 22 volt. Szórakozásra, művelődésre a 40 fős mozi, a művelődési terem és a könyvtár adott lehetőséget. A község villamosítása 1962-ben valósult meg.
Az 1956-os forradalom helyi eseményeiről keveset lehet tudni. Kány ekkor Perecsével alkotott községi közös tanácsot, s nem világos, hogy a két helységben egy közös vagy két külön munkástanács alakult. Annyi bizonyos, hogy a hatalom a tanács addigi vezetőinek, Farkas Mihály tanácselnöknek és Iván János tanácstitkárnak a kezében maradt. A forradalom leverését követően, az Északmagyarország 1957. március 12-i számában jelent meg egy nyílt levél Kovács Lajos kányi kuláknak címezve. A levél szerzője egyenesen kulákforradalomról és kulákdiktatúráról beszélt elsősorban Kovács Lajos és Szedlák András tevékenysége kapcsán, akik állítása szerint „szétverték a tszcs-t és […] a szegény emberek rovására szétosztották a vagyont.”
A második világháború utáni változások közigazgatási átszervezéssel is jártak, minek eredményeképpen 1950-től Kány Borsod-Abaúj-Zemplén megye Encsi járásába, azon belül a Krasznokvajda központú körjegyzőségbe sorolódott Büttös, Keresztéte és Perecse községekkel együtt. 1950. szeptember 8-tól Kány Perecsével Perecse székhelyű községi közös tanácsot szervezett, majd 1966. szeptember 30-tól Krasznokvajda KKT társközsége lett. Utóbbinak tagja volt Büttös, Keresztéte, Pamlény, Perecse és Szászfa is. A közös tanácsú községet 1984. január 1-én Encs városkörnyéki községévé nyilvánították. Végül a rendszerváltás következményeként 1991. január 1-jén Kány Perecsével együtt a Büttös székhelyű körjegyzőség tagja lett.
A szocializmusban jellemző népességfogyás a rendszerváltás óta eltelt évtizedekben is folytatódott. 2020. január 1-én már mindössze 27 főt számlált a lakónépesség. A 2011. évi népszámlálás alkalmával a község lakói 100%-ban magyarnak és 87,5%-ban görögkatolikus vallásúnak mondták magukat. A római katolikus és a református felekezetűek aránya egyaránt 6,3% volt.
Kány lakosságszerkezete a folyamatos elvándorlás következtében elöregedő. A település háziorvosi ellátása a krasznokvajdai körzeti orvos feladata. Krasznokvajdán van lehetőség gyermekorvosi ellátásra is, míg a fogorvosit Baktakék, a szakorvosit pedig Encs biztosítja. A legközelebbi kórház Szikszón, mintegy 25 km-re, vasútállomás Encsen, 38,0 km-re található. A óvodás és általános iskolás korú gyermekek Krasznokvajda intézményeit látogathatják. A település közös önkormányzati hivatalt fenntartó község, melynek székhelye Krasznokvajda. Kányon nemzetiségi önkormányzat nem működik.

## Közélete

### Polgármesterei
- 1990–1994: Drotár Béla (független)[70]
- 1994–1998: Vaszily György (független)[71]
- 1998–2002: Vaszily György (független)[72]
- 2002–2006: Vaszily György (független)[73]
- 2006–2010: Vaszily Szilárd (független)[74]
- 2010–2014: Vaszily Szilárd (független)[75]
- 2014–2019: Vaszily Szilárd (független)[76]
- 2019–2024: Vaszily Szilárd (független)[77]
- 2024– : Vaszily Szilárd (független)[1]

## Népesség
A település népességének változása:
| Lakosok száma | 52   | 45   | 47   | 30   | 54   | 55   | 58   |
|               | 2013 | 2014 | 2015 | 2021 | 2022 | 2023 | 2024 |

A 2001-es népszámlálás adatai szerint a településnek csak magyar lakossága volt.
A 2011-es népszámlálás során a lakosok 100%-a magyarnak mondta magát. A vallási megoszlás a következő volt: görögkatolikus 87,5%, római katolikus 6,3%, református 6,3%.
2022-ben a lakosság 96,3%-a vallotta magát magyarnak, 11,1% szlováknak, 5,6% ruszinnak (a kettős identitások miatt a végösszeg nagyobb lehet 100%-nál). Vallásuk szerint 14,8% volt római katolikus, 5,6% református, 70,4% görög katolikus, 1,9% egyéb keresztény (7,4% nem válaszolt).

## Nevezetességek
- A Cserehát legszebb ikonosztázionnal rendelkező görögkatolikus temploma. Nemcsak egy, hanem több falunak épült 1797 körül, barokk stílusban: ebbe a templomba jártak a környék hívei, Buzitáról, Perecséről és Restéről is. A háborúk nem okoztak kárt az épületben. 1988-ban felújították a parókiát, majd 1991-ben a templomtetőt is sikerült felújítani.
- Megtekintésre érdemes a hagyományos településszerkezet.
- Néhány szép, műemléki védelem alatt álló parasztház a községben.

## Érdekesség
Kány egyike annak a három magyar településnek, ahol 2002 és 2006 között egyetlen bűnügy sem történt.